# NGC 603
NGC 603 – gwiazda potrójna znajdująca się w gwiazdozbiorze Trójkąta, w pobliżu Galaktyki Trójkąta (Messier 33). Skatalogował ją Bindon Stoney – asystent Williama Parsonsa 16 listopada 1850 roku, sądząc, że jest to mała mgławica lub gromada gwiazd.